# Scodionyx mysticus
Scodionyx mysticus là một loài bướm đêm trong họ Noctuidae.